# Garafía
Garafía è un comune spagnolo di 1 795 abitanti situato nella comunità autonoma delle Canarie. Si trova nell'isola di La Palma.